# Shahadah
Shahādah (arabisk: الشهادة aš-šahādah) er islams trosbekendelse. Den forkynder troen på én gud (Allah) og Muhammed som Allahs profet. Recitering af trosbekendelsen er en af islams fem søjler. Det at fremsige bekendelsen foran mindst to muslimske vidner, anses af muslimer for at være en officiel erklæring om at man er muslim.
Shahadahen falder i to led og lyder i sin fulde form på arabisk أشهد أن لا إله إلا الله وأشهد أنّ محمّد رسول الله (ašhadu 'an lā 'ilāha 'illā llāhu wa 'ašhadu 'anna muḥammadun rasūlu llāhi), hvilket ordret betyder: "Jeg bekender, at der ikke er anden Gud end Allah, og jeg bekender, at Muhammed er Allahs profet". Undertiden udelades indledelsesleddene, og man skriver blot لا إله إلا الله ومحمّد رسول الله (lā 'ilāha 'illā llāhu wa muḥammadun rasūlu llāhi), altså: "ingen anden Gud, end Allah, og Muhammed er Allahs profet").
Hos enkelte islamske grupper, deriblandt sufister, udvides trosbekendelsen til også at omfatte tidligere profeter, som f.eks. Jesus.

Der er tre forskellige grunde til at udføre trosbekendelsen – i det hele taget hver af de fem søjler. Allah, som betyder de religiøse grunde. Man ønsker at underkaste sig Allah og vise ham sin kærlighed, så han vil belønne én i himlen. Så er der de sociale grunde, Umma, hvor folk opnår en fællesskabsfølelse i troen på Allah. Kontemplation er den sidste grund til at udføre trosbekendelsen.

## Tidlige forekomster uden for koranen
De ældste bevarede eksempler på den islamiske trosbekendelse skyldes kalif Abd al-Malik ibn Marwan. Dels lod han Klippemoskeen opføre ca. 692 evt. og der står der i en indskrift "Der er ingen gud undtagen Gud; han har ingen partner; Muhammad er Guds budbringer". En noget anden variant forekommer på de mønter Abd al-Malik lod præge. På mønterne ståd der "Muhammad er Guds tjener og hans budbringer". Disse tidlige forekomster giver det indtryk at trosbekendelsen først bliver standardiseret efter Abd al-Malik.
Den ældste kendte oversættelse af trosbekendelsen er en græsk version fra al-Walid 1.'s tid, 705–715.